# 青岡県
青岡県（せいこう-けん）は中華人民共和国黒竜江省綏化市に位置する県。県人民政府駐地は青岡鎮。国家級貧困県に指定されている。

## 歴史
1904年（光緒30年）、清朝により設置された。

## 行政区画
4街道、12鎮、3郷を管轄：
- 街道：北城街道、西城街道、東城街道、靖城街道
- 鎮：青岡鎮、中和鎮、禎祥鎮、興華鎮、永豊鎮、芦河鎮、民政鎮、柞崗鎮、労動鎮、迎春鎮、徳勝鎮、昌盛鎮
- 郷：建設郷、新村郷、連豊郷

## 交通

### 道路
- 国道
  -  G202国道
  -  G203国道（中国語版）

## 健康・医療・衛生
- 青岡県人民医院